# Brian Tutunick
Brian Tutunick pseudonim Oliwia Newton Bundy (ur. 31 marca 1968) – amerykański muzyk i instrumentalista. Znany z występów w zespole muzycznym Marilyn Manson, którego był gitarzystą oraz Collapsing Lungs (L.U.N.G.S.). Jego pseudonim pochodzi od nazwisk wokalistki Olivii Newton John i mordercy Teda Bundy.